# Fryderyk II Sycylijski
Fryderyk II – król Sycylii 1296–1337 z dynastii barcelońskiej.
Urodzony w 1272. Był najmłodszym synem króla Aragonii Piotra III Wielkiego i Konstancji, córki króla Sycylii Manfreda z dynastii Hohenstaufów. Jego starszymi braćmi byli Alfons III, król Aragonii oraz Jakub II Sprawiedliwy, król Sycylii i Aragonii.

## Podbój Sycylii przez katalońską dynastię
W roku 1282 ojciec Fryderyka, król Aragonii Piotr III wsparł powstanie ludności sycylijskiej przeciwko francuskim Andegawenom (zob. nieszpory sycylijskie, powołując się na dziedzictwo swej żony Konstancji i objął władzę na wyspie. Po śmierci Piotra III (1285) doszło do podziału jego władztwa (tzw. Kraje Korony Aragonii): starszy syn Alfons III objął rządy w Aragonii wraz z królestwem Walencji i hrabstwem Barcelony, młodszy Jakub przejął (jako król Jakub I) królestwo Sycylii.
Z utratą Sycylii nie pogodzili się Andegawenowie, którzy nadal władali południową częścią półwyspu Apenińskiego wraz Neapolem. Karol I Andegaweński przy poparciu papiestwa i Francji próbował odebrać Sycylię Jakubowi Aragońskiemu, który w 1291 został również królem Aragonii. Wieloletnie walki zostały przerwana podpisaniem w 1295 traktatu w Anagni. Według jego postanowień Jakub min. miał się zrzec swych praw do Sycylii i przekazać wyspę papieżowi wraz ze wszystkimi zdobyczami na kontynencie, ziemie te miał objąć z nadania papieża syn Karola I - Karol II Andegaweński zwany Kulawym, nadto król Jakub II zyskał dla siebie, swoich krewnych i wszystkich swych poddanych (w tym Sycylijczyków) odwołanie wszelkich kar kościelnych nałożonych nań od czasów nieszporów sycylijskich.
W tym czasie Fryderyk był namiestnikiem Sycylii z ramienia króla Aragonii i zdążył zdobyć wielu zwolenników wśród mieszkańców wyspy. By osłodzić mu utratę Sycylii, król Francji Filip IV Piękny, jeden z sygnatariuszy traktatu z Anagni, zaproponował Fryderykowi rękę Katarzyny de Courtenay dziedziczki tytułu łacińskich cesarzy Konstantynopola (Bizancjum), pochodzącej z bocznej linii francuskich Kapetyngów.

## Fryderyk królem Sycylii
Sycylia miała wrócić pod twarde panowanie Andegawenów, ale było to nie do przyjęcia dla mieszkańców wyspy, zwłaszcza możnych, którzy obawiali się utraty majątków grożącej im pod panowaniem znienawidzonych Francuzów. Dlatego Sycylijczycy postanowili wybrać na swego władcę Fryderyka, za czym opowiadała się także jego matka. Fryderyk wahając się uzależnił swą odpowiedź od decyzji Katarzyny de Courtenay, która odmówiła poślubienia infanta. W tej sytuacji Fryderyk 12 czerwca 1296 został koronowany na króla Sycylii. Na wyspie rozpoczęły się walki z wojskami Karola II Kulawego, przeciw Fryderykowi stanął także jego brat Jakub, który został zmuszony do tego postanowieniami traktatu z Anagni. Do 1298 r. Andegawenom udało się usunąć wojska Fryderyka z kalabryjskiej części półwyspu, jednak nie potrafili podbić samej Sycylii, mimo że flotą andegaweńską dowodził świetny żeglarz, admirał Roger z Laurii. Kłopoty Andegawenów sprawiły, że we Włoszech znowu znów mocni poczuli się gibelini, a w sukurs Fryderykowi przyszła republika Genui, przysyłając flotę pod dowództwem admirała Corrado Dorii, który jednak szybko wycofał się z walki pokonany przez Rogera z Laurii.
O ile Fryderykowi dopisywało szczęście na lądzie, to na morzu zupełnie go zabrakło. 4 lipca 1299 admirał Doria został zwyciężony w bitwie morskiej pod Capo d'Orlando, tracąc 6000 ludzi i 22 galery. Kolejna bitwa morska pod Ponzą (1300) również skończyła się porażką Sycylijczyków, a admirał Doria trafił do niewoli. Jakkolwiek Andegawenowie osiągnęli dzięki geniuszowi Rogera z Laurii przewagę na morzu i udało im się zająć kilka nabrzeżnych miejscowości, to jednak mimo pomocy posiłków francuskich przybyłych pod wodzą królewskiego brata Karola de Valois nie potrafili zdobyć Sycylii. Wielkie znaczenie dla powstrzymania Francuzów miała największa batalia lądowa wojny pod Falconarą koło Trapani 1 grudnia 1299, w której Sycylijczycy pobili agresorów, a dowodzący andegaweńskimi wojskami książę Filip I z Tarentu odniósł rany.

## Pokój w Caltabellotcie i kolejne lata panowania
Brak funduszy i zmęczenie walkami, a także mediacja Karola de Valois, zapalonego do podjęcia wyprawy krzyżowej przeciw Bizantyńczykom, doprowadziły pod naciskiem papieża do rozmów pokojowych zakończonych podpisaniem między Fryderykiem II a Karolem II Andegawenem traktatu w Caltabellotcie (31 sierpnia 1302). Traktat usankcjonował władzę Fryderyka II na wyspie, przyznając mu kompromisowy tytuł "króla Trinacrii", jak zwano Sycylię od jej trójgraniastego kształtu. Władza Fryderyka miała być dożywotnia, a nie dziedziczna, Aragończycy zgodzili się potwierdzić prawa Andegawenów do kontynentalnej części królestwa, dalej formalnie zwanym Królestwem Sycylii, przy czym po śmierci Fryderyka II wyspiarskie królestwo miało powrócić pod berło Andegawenów. Według postanowień traktatu Fryderyk miał poślubić Eleonorę córkę Karola II Andegawena, a ich potomkowie mieli zyskać prawa do Królestwa Cypru bądź Królestwa Sardynii. Ślub Fryderyka i Eleonory miał miejsce 17 maja 1303 r. w Mesynie. Andegawenowie zaangażowani w walkę o tron węgierski po Arpadach musieli pogodzić się z utratą Sycylii.
Podpisanie pokoju odebrało zajęcie i źródło utrzymania wielkiej liczbie katalońskich, aragońskich, włoskich i francuskich najemników, którzy w nowych realiach stali się zagrożeniem dla pokoju wewnętrznego na wyspie. Przedsiębiorczy korsarz, wiceadmirał Sycylii Roger de Flor znalazł wyjście z sytuacji: zaciągnął się na służbę cesarza Bizancjum Andronika II Paleologa, zawierając z nim korzystny kontrakt. Zorganizował 6500 bezrobotnych wojaków w tzw. Kompanie Katalońskie i z łatwością uzyskał zgodę Fryderyka, chcącego pozbyć się kłopotliwego wojska najemnego, na wyprawę do Bizancjum. Znaczona efektownymi zwycięstwami, butnym zachowaniem i bezwzględnym łupiestwem ekspedycja Kompanii trwała od jesieni 1303 do lata 1311 roku, kiedy najemnicy opanowali tereny Księstwa Aten i Księstwa Neopatrii. Uczynili z nich własne państwo, zarządzane przez radę Kompanii. Wkrótce jednak uznali Fryderyka Sycylijskiego za swego suzerena, ten zaś nadał tytuł księcia Aten i Neopatrii swemu synowi Manfredowi (ur. 1306). Od tej pory oba księstwa były podporządkowane władcy Sycylii. Dopiero w 1377 weszły w skład Korony Aragonii. Mimo że Fryderyk nie przejął w swoim czasie praw do tytułu łacińskiego cesarza Bizancjum, to jednak jako zwierzchnik księstwa Aten prowadził aktywną politykę we wschodnim basenie Morza Śródziemnego, wydając swą córkę Konstancję kolejno za trzech władców łacińskich królestw, powstałych w wyniku wypraw krzyżowych.
W 1312 Fryderyk znalazł sojusznika w postaci cesarza Henryka VII, wroga Andegawenów i otrzymał od cesarza tytuł admirała Rzeszy. Następca Karola II Kulawego, jego syn Robert I Mądry (panował 1309-1343) postanowił rozbić ten sojusz i w 1314 r. podjął próbę zdobycia Sycylii, lecz został szybko pokonany i musiał wrócić do Neapolu, a Sycylijczykom udało się zdobyć część Kalabrii. Fryderyk Sycylijski uznał, że Robert Mądry poprzez swój atak złamał postanowienia traktatu z Caltabellotta i 9 sierpnia 1314 ponownie przyjął tytuł króla Sycylii. Robert Mądry nie uznał rzecz jasna tytułu Fryderyka, gdyż sam nosił tytuł króla Sycylii i wnet wojna wybuchła na nowo. Andegaweńczyk ponownie wyprawił się na wyspę, spustoszył jej wybrzeża, ale Fryderyk mając poparcie swego brata, króla Aragonii Jakuba II, nie wyrzekł się tytułu królewskiego. Walki z Robertem Mądrym, którego popierali władcy Francji i awinioński papież, trwały z krótkimi przerwami przez następne dziesięciolecie. Chcąc umocnić pozycję swego rodu w 1321 Fryderyk mianował swego syna Piotra współwładcą Sycylii i uznał prawa królów Aragonii do dziedziczenia tronu sycylijskiego na wypadek wygaśnięcia jego rodu. Decyzja Fryderyka oburzyła sojusznika Andegawenów papieża Jana XXII, który uważając królestwo Sycylii za swoje lenno, ekskomunikował Fryderyka. W odpowiedzi Fryderyk, po śmierci cesarza Henryka VII, związał się sojuszem z kolejnym królem Niemiec, Ludwikiem IV Bawarskim, który planował wyprawę do Włoch chcąc uzyskać w Rzymie koronę cesarską, czemu zamierzał przeszkodzić Robert Mądry. By wzmocnić nowy sojusz Fryderyk wydał swe dwie córki Elżbietę i Małgorzatę za książąt niemieckich z dynastii Wittelsbachów, z której pochodził Ludwik IV. W 1334 papież Jan XXII zdjął ekskomunikę z Fryderyka II.
Fryderyk II zmarł 25 czerwca 1337, został pochowany w Catanii. Do końca swego życia Fryderyk zdołał utrzymać władzę na Sycylii, zapewniając sukcesję swoim potomkom, jednak jego syn i następca Piotr II musiał znów walczyć z Andegawenami, którzy z pomocą papiestwa uporczywie dążyli do zdobycia Sycylii.

## Fryderyk II czy Fryderyk III
Fryderyk Sycylijski był jednym z niewielu średniowiecznych władców, którzy w dokumentach, korespondencji, dyplomacji używali oficjalnie numeru porządkowego obok swego imienia. Używał jednak numeru innego, niż wynikałoby to z dziejów królestwa Sycylii - to znaczy trzeciego (III) zamiast drugiego (II). Miało to swoją przyczynę: poprzedni władca wyspy o tym imieniu, cesarz rzymski i król niemiecki Fryderyk II Hohenstauf (Fryderyk I na Sycylii) (zm. 1250) powszechnie znany w świecie chrześcijańskim i poza nim, używał liczebnika porządkowego secundus, dlatego Fryderyk nie chciał być mylony z cesarzem i uznał, że wypada mu raczej tytułować się Fridericus tertius. W oczach jego sycylijskich poddanych było to zupełnie naturalne i zrozumiałe, bo miano Fryderyka II przywodziło powszechnie na myśl jedynie osławionego cesarza. Z tego względu Fryderyk Sycylijski bywa w historiografii nazywany z reguły Fryderykiem III, jest też niekiedy mylony ze swoim wnukiem – Fryderykiem III zwanym Prostym, panującym na Sycylii w latach 1342-1377.

## Rodzina
Jedyną żoną Fryderyka II była wspomniana wcześniej Eleonora (urodz. 1289), córka Karola II Kulawego Andegawena i Marii Węgierskiej. Królowa Eleonora zmarła 9 sierpnia 1341. Z tego małżeństwa pochodziły dzieci:
- Piotr II – król Sycylii 1337-1342, urodz. 1304, zm. 1342
- Manfred – książę Aten i Neopatrii, urodz. 1306, zm. 1317
- Wilhelm (Guglielmo) - książę Aten i Neopatrii, urodz. 1312, zm. 1338
- Jan (Giovanni) - książę Aten i Neopatrii, regent królestwa 1338-1348, zm. 1348
- Konstancja – jej 1. mężem był Henryk II król Cypru, 2. mężem został Leon V, król Małej Armenii, 3. mężem był Jan de Lusignan, tytularny ks. Antiochii, regent Cypru. Konstancja zmarła 1344
- Elżbieta – żona Stefana II księcia Bawarii, zm. 1349
- Małgorzata – żona Rudolfa II z Palatynatu, zm. 1360
- Katarzyna – zm. 1342

Ze związku z metresą Sybillą di Sormella Fryderyk II miał dzieci:
- Alfons Fryderyk – hrabia Malty i Gozo, regent księstwa Aten i Neopatrii, zm. 1335
- Roland – Baron di Avola, zm. 1361
- Sanczo – Baron de Militello, zm. 1334
- Izabela – żona Jana II księcia Bawarii, zm. 1341